# Solpugeira quarrei
Solpugeira quarrei är en spindeldjursart som beskrevs av Roewer 1933. Solpugeira quarrei ingår i släktet Solpugeira och familjen Solpugidae. Inga underarter finns listade i Catalogue of Life.